# Lancia Trevi
Lancia Trevi (Type 828) (спочатку продавався як Lancia Beta Trevi) — автомобіль з кузовом типу седан, який випускався в 1980-1984 рр. Він мав поперечно встановлені в рядні чотирициліндрові двигуни, що приводили в рух передні колеса. Його двигуни мали подвійні розподільні вали та електронне запалювання. Муфта являла собою єдину суху пластину з діафрагмою, а п'ятиступенева коробка передач була стандартною. Підвіска складалася з стійок McPherson з пружинами та анти-рулонною штангою. Колеса були обладнані шинами 185/65 14 дюймів (Pirelli P6). Кермове управління було стійкою та шестернею. За оцінками виробника, витрата палива склала 29,4 миль/год (9,6 л/100 км) при 75 миль/год для моделі 1600 та 28 миль/год (10,1 л/100 км) при 75 миль/год за модель 2000. Trevi 2000, оснащений автоматичною коробкою передач, мала офіційне споживання палива 25,4 миль/год (11,1 л/100 км) при 75 миль/год.
Lancia Beta Trevi була представлена на автосалоні в Турині в травні 1980 року. Вона була представлена на ринку Великої Британії на автосалоні в Бірмінгемі в листопаді 1980 року. Значна частина автомобіля була похідна від Lancia Beta. Найпотужніша версія Trevi була представлена в 1982 році - ця версія Volumex (VX) мала нагнітач. Назва походить від італійського "Tre Volumi" (три коробки).
Всього виготовлено 40,628 автомобілів.

## Двигуни
- 1.6 L I4
- 2.0 L I4
- 2.0 L I4 компресор